# Bataille de Negomano
Première Guerre mondiale
Batailles
Front africain
- Laï (8-1914)
- Sandfontein (9-1914)
- Tanga (11-1914)
- Naulila (12-1914)
- Jassin (1-1915)
- Gibeon (4-1915)
- Bukoba (6-1915)
- Mongua (8-1915)
- Salaita (2-1916)
- Beringia (5-1916)
- Negomano (11-1917)

Front d'Europe de l'Ouest
Front italien
Front d'Europe de l'Est
Front des Balkans
Front du Moyen-Orient
Bataille de l'Atlantique
La bataille de Negomano est livrée le 28 novembre 1917, dans le nord du Mozambique, pendant la Première Guerre mondiale (1914-1918).

## La bataille
Affrontant en Afrique orientale allemande ou Tanganyika (la Tanzanie d'aujourd'hui) des forces britanniques dix fois plus nombreuses que les siennes, le général allemand Paul Emil von Lettow-Vorbeck décide, pour échapper à ses adversaires, de franchir le fleuve Rovuma au sud du pays et de continuer la lutte au Mozambique, alors colonie portugaise.
Le Portugal est en guerre avec l'Allemagne depuis le 9 mars 1916 et a mobilisé dans sa colonie près de 39 000 combattants, autochtones et métropolitains, pour parer à la menace allemande. Une offensive lusitanienne en territoire germanique s'est soldée par un sévère fiasco dans le courant de l'année 1916 et, depuis, les troupes portugaises restent prudemment en territoire mozambicain avec l'espoir que les troupes coloniales allemandes demeureront également chez eux. Plusieurs camps ont été organisés le long du Rovuma, dont celui de Negomano (en), dont la garnison de 1 200 hommes environ est commandée par le major João Teixeira Pinto (en).
Le 28 novembre, les Allemands franchissent la frontière et attaquent Negomano. L'impréparation et la surprise des Portugais sont totales et leur résistance s'effondre d'autant plus vite que leur chef est tué dès le début de l'action. Les Portugais sont littéralement écrasés et seuls 300 d'entre eux parviennent à s'échapper. Leurs pertes sont extrêmement sévères : 5 officiers, 208 tirailleurs africains et 14 soldats européens sont tués; 70 hommes sont blessés et 550 capturés, dont 31 officiers.
Les Allemands font en outre main basse sur un butin considérable, tant en vivres qu'en armements et munitions, ce qui leur permet notamment d'équiper tous leurs askaris avec des fusils Mauser 1907, alors qu'ils étaient jusque-là dotés des vieux modèles Gewehr 71.